# Teorema de Kronecker
En matemáticas, el teorema de Kronecker es un resultado en aproximación diofántica aplicado a muchos números reales xi, para 1 ≤ i ≤ N, que generaliza el teorema de equidistribución, el hecho de que un subgrupo cíclico infinito del círculo unitario es un subconjunto denso. En términos de sistemas físicos, tiene como consecuencia que los planetas en órbitas circulares moviéndose de forma uniforme alrededor de estrellas asumirán, con el tiempo, todos los alineamientos, a menos que haya una dependencia exacta entre sus periodos orbitales.
En el caso de N números, tomados como una sola N-tupla y un punto P del toro
T = RN/ZN,
la clausura del subgrupo <P> generado por P será finita, o algún toro T′ contenido en T. El teorema de Kronecker original (Leopold Kronecker, 1884) establecía que la condición necesaria para
T′ = T,
que es la de que los números xi junto con 1 deberían ser linealmente independientes sobre los números racionales, también es suficiente. Aquí es fácil de ver que si alguna combinación lineal de los xi y 1 con coeficientes no nulos racionales es cero, entonces los coeficientes deben tomarse como enteros y un carácter χ del grupo T diferente al carácter trivial toma el valor 1 en P. Por la dualidad de Pontryagin tenemos T′ contenida en el núcleo de χ, y por tanto no es igual a T.
De hecho, un uso exhaustivo de la dualidad de Pontryagin muestra que el teorema de Kronecker describe la clausura de <P> como la intersección de los núcleos de χ con
χ(P) = 1.
Esto da una conexión de Galois (antítona) entre subgrupos cerrados monogénicos de T (aquellos con un solo generador, en el sentido topológico) y conjuntos de caracteres con núcleo que contienen un punto dado. No todos los subgrupos cerrados aparecen como monogénicos; por ejemplo, un subgrupo que tiene un toro de dimensión ≥ 1 como componente conectado del elemento identidad, y que no está conectado, no puede ser tal subgrupo.
El teorema deja abierta la cuestión de cómo de bien (uniformemente) cierran la clausura los múltiples mP de P.
Véase: conjunto de Kronecker
- Datos: Q848810